# توماس بي. كايل
توماس بي. كايل (بالإنجليزية: Thomas B. Kyle)‏ هو محامي وسياسي أمريكي، ولد في 10 مارس 1856 في تروي في الولايات المتحدة، وتوفي بنفس المكان في 13 أغسطس 1915. حزبياً، نشط في الحزب الجمهوري. وقد انتخب عضو مجلس النواب الأمريكي.